# Vaudreuil (circonscription provinciale)
Pour les articles homonymes, voir Vaudreuil.
Circonscription électorale provinciale du Canada
Vaudreuil est une circonscription électorale provinciale du Québec. Elle est située dans la région de la Montérégie. La circonscription est nommée en l'honneur de Philippe de Rigaud de Vaudreuil, gouverneur de la Nouvelle-France et seigneur de Vaudreuil.

## Histoire
Le district électoral de Vaudreuil a été créé en 1829 au Bas-Canada, détaché du district de York. Il a été conservé en 1841 pour l'Assemblée législative de la province du Canada, et en 1853 le district de Soulanges s'en détache.  À la Confédération de 1867, le district est conservé comme un des 65 premiers districts provinciaux. De 1939 à 1988, il est regroupé avec Soulanges pour former Vaudreuil-Soulanges. En 1988 la circonscription de Vaudreuil est recréée, consistant en la moitié nord de Vaudreuil-Soulanges. En 2001 la superficie de Vaudreuil est réduite, à cause de l'augmentation de sa population, quand sa partie ouest rejoint la circonscription recréée de Soulanges. En 2017 la circonscription est de nouveau réduite quand la ville de Hudson rejoint Soulanges.
Vaudreuil-Soulanges et Vaudreuil sont représentées de 1981 à 1998 par Daniel Johnson (fils), premier ministre du Québec du 11 janvier au 26 septembre 1994.

## Territoire et limites
La circonscription comprend les municipalités suivantes :
- L'Île-Cadieux
- L'Île-Perrot
- Notre-Dame-de-l'Île-Perrot
- Pincourt
- Terrasse-Vaudreuil
- Vaudreuil-Dorion
- Vaudreuil-sur-le-Lac[2]

## Liste des députés

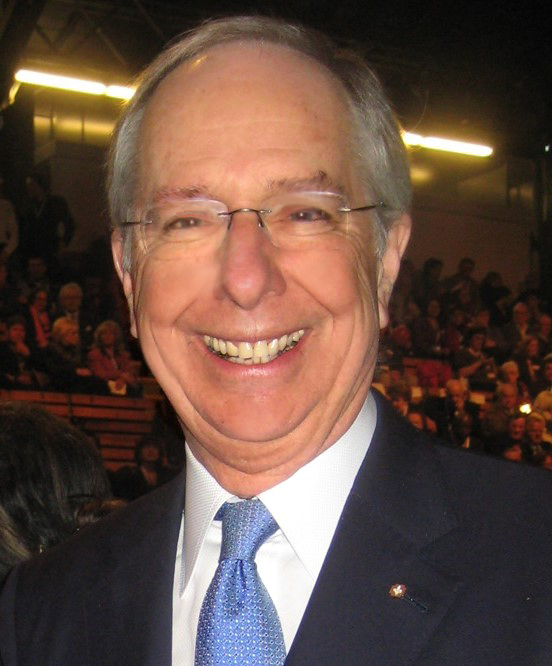
Daniel Johnson fils, député de Vaudreuil de 1989 à 1998 et premier ministre du Québec en 1994.

| Années                                 | Années      | Député                                 | Parti           |
| -------------------------------------- | ----------- | -------------------------------------- | --------------- |
|                                        | 1867 - 1871 | Antoine Chartier de Lotbinière Harwood | Conservateur    |
|                                        | 1871 - 1875 | Émery Lalonde (père)                   | Conservateur    |
|                                        | 1875 - 1878 | Émery Lalonde (père)                   | Conservateur    |
|                                        | 1878 - 1881 | Émery Lalonde (père)                   | Conservateur    |
|                                        | 1881 - 1882 | Émery Lalonde (père)                   | Conservateur    |
|                                        | 1882 - 1884 | François-Xavier Archambault            | Conservateur    |
|                                        | 1884 - 1886 | Alfred Lapointe                        | Conservateur    |
|                                        | 1886 - 1890 | Alfred Lapointe                        | Conservateur    |
|                                        | 1890        | Émery Lalonde (fils)                   | Libéral         |
|                                        | 1890 - 1892 | Émery Lalonde (fils)                   | Libéral         |
|                                        | 1892 - 1898 | Hilaire Cholette                       | Conservateur    |
|                                        | 1897 - 1900 | Émery Lalonde (fils)                   | Libéral         |
|                                        | 1900 - 1901 | Émery Lalonde (fils)                   | Libéral         |
|                                        | 1901 - 1904 | Hormisdas Pilon                        | Libéral         |
|                                        | 1904 - 1908 | Hormisdas Pilon                        | Libéral         |
|                                        | 1908 - 1912 | Hormisdas Pilon                        | Libéral         |
|                                        | 1912 - 1916 | Hormisdas Pilon                        | Libéral         |
|                                        | 1916 - 1919 | Hormisdas Pilon                        | Libéral         |
|                                        | 1919 - 1923 | Hormisdas Pilon                        | Libéral         |
|                                        | 1923 - 1927 | Hormisdas Pilon                        | Libéral         |
|                                        | 1927 - 1931 | Hormisdas Pilon                        | Libéral         |
|                                        | 1931 -1935  | Elzéar Sabourin                        | Libéral         |
|                                        | 1935 - 1936 | Elzéar Sabourin                        | Libéral         |
|                                        | 1936 - 1939 | Dionel Bellemare                       | Union Nationale |
| Voir : Vaudreuil-Soulanges (1939-1994) |             |                                        |                 |
|                                        | 1989 - 1994 | Daniel Johnson (fils)                  | Libéral         |
|                                        | 1994 - 1998 | Daniel Johnson (fils)                  | Libéral         |
|                                        | 1998 - 2003 | Yvon Marcoux                           | Libéral         |
|                                        | 2003 - 2007 | Yvon Marcoux                           | Libéral         |
|                                        | 2007 - 2008 | Yvon Marcoux                           | Libéral         |
|                                        | 2008 - 2012 | Yvon Marcoux                           | Libéral         |
|                                        | 2012 - 2014 | Yvon Marcoux                           | Libéral         |
|                                        | 2014 - 2018 | Marie-Claude Nichols                   | Libéral         |
|                                        | 2018 - 2022 | Marie-Claude Nichols                   | Libéral         |
|                                        | 2022        | Marie-Claude Nichols                   | Libéral         |
|                                        | 2022 - ...  | Marie-Claude Nichols                   | Indépendant     |

## Résultats électoraux

### Évolution pour les principaux partis
| |
| - Parti libéral - Parti québécois - Unité (1989) / Égalité (1998, 2003) - Action démocratique (ancien) - Québec solidaire - Coalition avenir - Parti conservateur |

### Résultats détaillés
|                                                                                               | Nom                             | Parti                    | Nombre de voix | %      | Maj. |
| --------------------------------------------------------------------------------------------- | ------------------------------- | ------------------------ | -------------- | ------ | ---- |
|                                                                                               | Marie-Claude Nichols (sortante) | Libéral                  | 13 608         | 34,2 % | 576  |
|                                                                                               | Eve Bélec                       | Coalition avenir         | 13 032         | 32,8 % | -    |
|                                                                                               | Eve Théoret                     | Conservateur             | 4 619          | 11,6 % | -    |
|                                                                                               | Cynthia Bilodeau                | Québec solidaire         | 3 671          | 9,2 %  | -    |
|                                                                                               | Christopher Massé               | Parti québécois          | 3 061          | 7,7 %  | -    |
|                                                                                               | David Hamelin-Schuilenburg      | Parti canadien du Québec | 726            | 1,8 %  | -    |
|                                                                                               | Kelley Boileau                  | Vert                     | 496            | 1,2 %  | -    |
|                                                                                               | Jaspal Singh Ahluwalia          | Bloc Montréal            | 477            | 1,2 %  | -    |
|                                                                                               | Paul Lynes                      | Démocratie directe       | 75             | 0,2 %  | -    |
| Total                                                                                         | Total                           | Total                    | 39 765         | 100 %  |      |
| Le taux de participation lors de l'élection était de 65,2 % et 415 bulletins ont été rejetés. |                                 |                          |                |        |      |

|                                                                                               | Nom                             | Parti               | Nombre de voix | %      | Maj.  |
| --------------------------------------------------------------------------------------------- | ------------------------------- | ------------------- | -------------- | ------ | ----- |
|                                                                                               | Marie-Claude Nichols (sortante) | Libéral             | 15 143         | 39,9 % | 2 765 |
|                                                                                               | Claude Bourbonnais              | Coalition avenir    | 12 378         | 32,6 % | -     |
|                                                                                               | Philip Lapalme                  | Parti québécois     | 3 813          | 10,1 % | -     |
|                                                                                               | Igor Erchov                     | Québec solidaire    | 3 811          | 10 %   | -     |
|                                                                                               | Jason Mossa                     | Vert                | 1 026          | 2,7 %  | -     |
|                                                                                               | Ryan Robertson                  | Conservateur        | 644            | 1,7 %  | -     |
|                                                                                               | Ryan Young                      | NPD Québec          | 568            | 1,5 %  | -     |
|                                                                                               | Daniel Pilon                    | Citoyens au pouvoir | 343            | 0,9 %  | -     |
|                                                                                               | Camille Piché-Jetté             | Bloc pot            | 206            | 0,5 %  | -     |
| Total                                                                                         | Total                           | Total               | 37 932         | 100 %  |       |
| Le taux de participation lors de l'élection était de 65,7 % et 508 bulletins ont été rejetés. |                                 |                     |                |        |       |

|                                                                                             | Nom                  | Parti              | Nombre de voix | %      | Maj.   |
| ------------------------------------------------------------------------------------------- | -------------------- | ------------------ | -------------- | ------ | ------ |
|                                                                                             | Marie-Claude Nichols | Libéral            | 27 750         | 61,2 % | 20 512 |
|                                                                                             | Marcos Archambault   | Parti québécois    | 7 238          | 16 %   | -      |
|                                                                                             | Luc Tison            | Coalition avenir   | 7 084          | 15,6 % | -      |
|                                                                                             | David Fortin Côté    | Québec solidaire   | 2 101          | 4,6 %  | -      |
|                                                                                             | Thomas Radcliffe     | Vert               | 584            | 1,3 %  | -      |
|                                                                                             | Michel Paul          | Conservateur       | 196            | 0,4 %  | -      |
|                                                                                             | Julien Leclerc       | Parti équitable    | 190            | 0,4 %  | -      |
|                                                                                             | Jean-Gabriel Cauchon | Option nationale   | 115            | 0,3 %  | -      |
|                                                                                             | Léon Dupré           | Mon pays le Québec | 90             | 0,2 %  | -      |
| Total                                                                                       | Total                | Total              | 45 348         | 100 %  |        |
| Le taux de participation lors de l'élection était de 78 % et 528 bulletins ont été rejetés. |                      |                    |                |        |        |

|                                                                                               | Nom                    | Parti            | Nombre de voix | %      | Maj.  |
| --------------------------------------------------------------------------------------------- | ---------------------- | ---------------- | -------------- | ------ | ----- |
|                                                                                               | Yvon Marcoux (sortant) | Libéral          | 19 375         | 45,1 % | 8 362 |
|                                                                                               | Martin Legault         | Coalition avenir | 11 013         | 25,6 % | -     |
|                                                                                               | Kim Comeau             | Parti québécois  | 8 902          | 20,7 % | -     |
|                                                                                               | Marc-André Pilon       | Québec solidaire | 2 099          | 4,9 %  | -     |
|                                                                                               | Julien Leclerc         | Vert             | 1 067          | 2,5 %  | -     |
|                                                                                               | Julien Bédard          | Option nationale | 444            | 1 %    | -     |
|                                                                                               | Étienne Ouellet        | Union citoyenne  | 93             | 0,2 %  | -     |
| Total                                                                                         | Total                  | Total            | 42 993         | 100 %  |       |
| Le taux de participation lors de l'élection était de 76,4 % et 437 bulletins ont été rejetés. |                        |                  |                |        |       |

## Référendums
| Année | Année | Référendum              | % du OUI | % du NON | # total de votes | Taux de participation |
| ----- | ----- | ----------------------- | -------- | -------- | ---------------- | --------------------- |
|       | 1980  | Référendum de 1980      | 35,82 %  | 64,18 %  | 37 478           | 89,32 %               |
|       | 1992  | Accord de Charlottetown | 51,31 %  | 48,69 %  | 39 671           | 87,14 %               |
|       | 1995  | Référendum de 1995      | 39,23 %  | 60,77 %  | 48 060           | 95,69 %               |